# Cartaló (polític)
Cartaló (en llatí Carthalō, ōnis, en grec antic Καρθάλων, ωνος Karthàlōn, ōnos) va ser un polític cartaginès, cap del partit popular de Cartago uns anys després de la Segona Guerra Púnica.
Tenia el càrrec que Apià anomena boetarc (comandant de tropes auxiliars), potser equivalent a un tribú romà. Va combatre a bandes de númides que havien atacat posicions cartagineses i els va derrotar i va obtenir força botí. Com que els númides eren súbdits de Massinissa II, això va desfermar l'hostilitat entre Cartago i el rei númida, que es va aliar a Roma. Els romans van preferir mantenir-se neutrals. Va esclatar la guerra entre Numídia i Cartago.
Quan els romans preparaven ja la Tercera Guerra Púnica, els cartaginesos alarmats, van condemnar als que havien provocat la guerra contra Numídia, i entre ells Cartaló, que va morir executat cap a l'any 150 aC.